# 高田梢枝
高田 梢枝（たかだ こずえ、1983年11月14日 - ）は、日本の女性歌手。
茨城県石岡市（旧八郷町）出身・在住。茨城県立土浦湖北高等学校卒業。
高田梢枝としてデビューしたが、2016年10月からは2人組ユニット「日々かりめろ」の「こずえ」として活動している。
所属事務所はOffice日々かりめろ。所属レコード会社は日々レコード。

## 来歴
2004年8月4日、シングル「渋滞ぬけみちなし」でエスエムイーレコーズからメジャーデビュー。以後シングル4本、ミニアルバム1本、フルアルバム1本をリリース。
2007年にエスエムイーレコーズとの契約を終了。以降はライブ中心の活動となる。
2011年公開の映画『ほしのふるまち』の主題歌を担当。
2012年7月、自主制作により5年ぶりとなるCD作品をリリース。
2014年2月、制作費をファンら一般から募集するクラウドファンディングサイト「PICNIC」にてシングル制作企画を立ち上げ、100万円の予定を上回る155万円以上が集まり、新曲6曲を含む全10曲入りの作品を発表することが決定した。当初の発売予定は2014年9月だったが、スタッフの家庭の事情などで予定が遅れ、2016年6月に完成、発売。
2016年10月、高田梢枝としての活動を終了し、2人組ユニット「日々かりめろ」のこずえとして活動を開始する。

## 作品

### シングル
1. 渋滞ぬけみちなし（2004年8月4日発売）
  1. 渋滞ぬけみちなし
  2. ピンぼけ
  3. 非常階段
2. 秘密基地（2005年5月11日発売）
  1. 秘密基地（テレビアニメ「交響詩篇エウレカセブン」エンディング主題歌）
  2. インコ
3. 世界の果てまで（2007年2月14日発売）
  1. 世界の果てまで（テレビアニメ「牙 -KIBA-」エンディング主題歌）
  2. 星のくずは銀の色
4. メダカが見た虹（2007年5月23日発売）
  1. メダカが見た虹（テレビアニメ「おおきく振りかぶって」エンディング主題歌）
  2. グッピー
  3. 飛べれば

### アルバム
ミニ
1. 坂道発進（2005年7月27日発売）
  1. コロンブス
  2. 秘密基地
  3. アイスランド
  4. 茶色
  5. インコ（band version）[注 1]
  6. 傾いた月
  7. 海とカナリア

フル
1. 雨天決行（2007年6月27日発売）
  1. トンネルぬけたよ
  2. メダカが見た虹
  3. レッドタイツ
  4. 5年3組
  5. 世界の果てまで
  6. Big Ben
  7. グッピー
  8. 渋滞ぬけみちなし（album version）
  9. 非常階段
  10. 卒業（尾崎豊のカバー）
  11. 秘密基地
  12. せーの

### 自主制作
- 復活!!（2012年7月21日発売） - ライブ会場限定販売
  1. S.K.O. 100MAN FEET
  2. ナルシスト
  3. いつまでも子供でいたいんだ
  4. ボッサボッサ
- Milky Way（2013年発売） - ライブ会場限定販売
  1. 運命さ
  2. Milky Way
  3. 愛を伝えたい

### その他楽曲
- ほしのふるまち（配信限定アルバム『ほしのふるまち　コンピレーション・アルバム』収録） - 映画『ほしのふるまち』主題歌

### 参加作品
- "GREEN" A TRIBUTE TO YUTAKA OZAKI（2004年3月24日発売）
「卒業」参加
- 14プリンセス 〜PRINCESS PRINCESS CHILDREN〜（2006年3月8日発売）
「SEVEN YEARS AFTER」参加
- 絵日記と紙芝居〜村下孝蔵トリビュートアルバム〜（2006年7月21日発売）
「同窓会」参加